# Baići
Baići – wieś w Chorwacji, w żupanii karlowackiej, w gminie Netretić. W 2011 roku pozostawała niezamieszkana.